# 墨脱缺翅虫
墨脱缺翅虫（学名：Zorotypus medoensis）一种分布于中华人民共和国西藏自治区东南墨脱县境内的缺翅虫，由中国昆虫学家黄复生于1976年发表，中國國家二級保護動物。

## 形态特征
正模标本雄虫成虫体长3.4～3.9毫米，身体呈深褐色。头部近似呈三角形。后足腿节下侧缘有一列刚刺。腹部第8腹板后部中央4枚毛呈梯形排列，第9节背板后缘中央有棒状突出，第10背板中央有一杓状结构，位于第9节棒状突起之下。阳茎先端延长，并逐渐尖锐。